# Кумано (река)
Кумано (яп. 熊野川 Кумано-гава) — река в Японии на полуострове Кии, берущая начало в префектуре Нара и впадающая в Тихий океан у города Сингу, в нижнем течении проходит через префектуры Вакаяма и Миэ, длина реки 183 км, площадь бассейна реки 2360 км².
Уклон реки в верховьях составляет около 1/20-1/400, в среднем течении — 1/600-1/1000, а в низовьях — около 1/1000.
Около 95,5 % бассейна реки занимают горы (природная растительность), около 1 % — сельскохозяйственные земли, около 0,7 % застроено
В верхнем течении называется Тоцукава (яп. 十津川).
Река Кумано связана со многими культурно-историческими памятниками Японии, к этой реке подходят тропы Кумано-кодо, вдоль этой реки расположены знаменитые синтоистские святилища «Три священные горы Кумано» (яп. 熊野三山) — Кумано-Хонгу-тайся (яп. 熊野本宮大社), Кумано-Хаятама-тайся (яп. 熊野速玉大社) и Кумано-Нати-тайся (яп. 熊野那智大社).